# Micromeria
Genre
Classification phylogénétique
Micromeria (les microméries) est un genre de plantes à fleurs de la famille des Lamiaceae, comprenant environ 90 espèces des régions tempérées d'Afrique, d'Amérique, d'Asie et d'Europe.

## Nomenclatureettaxinomie
- Le genre a été créé pour isoler un certain nombre d'espèces à caractères communs auparavant classées dans le genre Satureja.
- Dans la famille des labiées, comme les menthes, les origans, les romarins, les thyms, il se situe dans la sous-famille des népétoïdées et la tribu des menthées.

## Espèces
- Micromeria albanica
- Micromeria chamissonis (Bentham) E. Green
- Micromeria dalmatica
- Micromeria filiformis (Aiton) Bentham
- Micromeria forbesii
- Micromeria fruticosa
- Micromeria glomerata
- Micromeria juliana
- Micromeria marginata
- Micromeria myrtifolia
- Micromeria nervosa
- Micromeria rivas-martinezii
- Micromeria sinaica
- Micromeria taygetea
- Micromeria teneriffae
- Micromeria varia

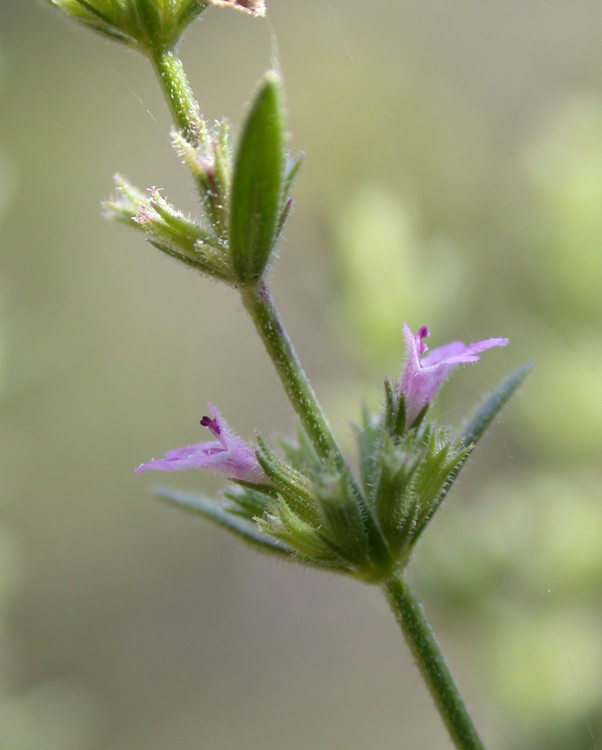
Micromeria myrtifolia (mont Carmel, Israël)
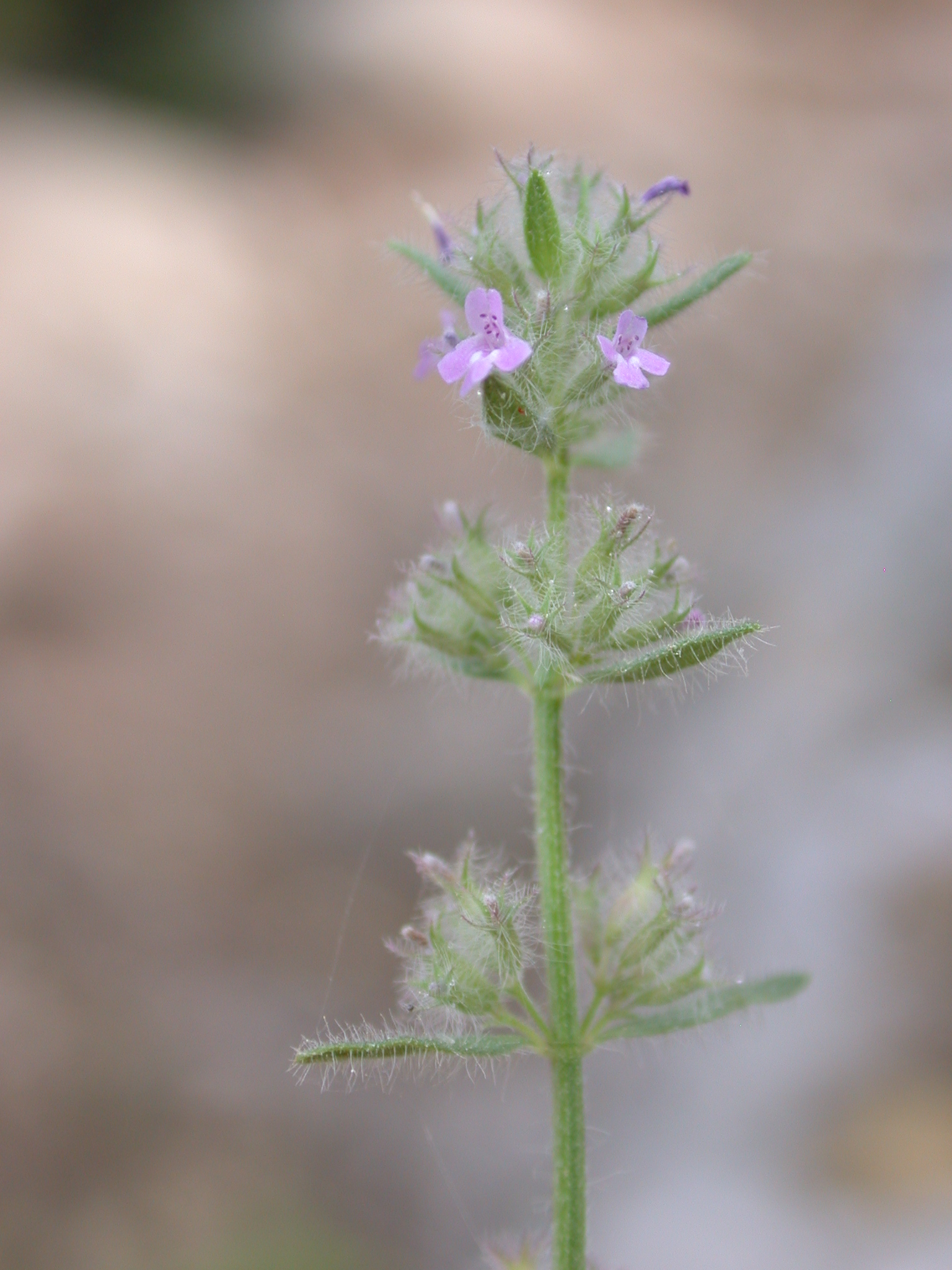
Micromeria nervosa (Mont Carmel, Israël)
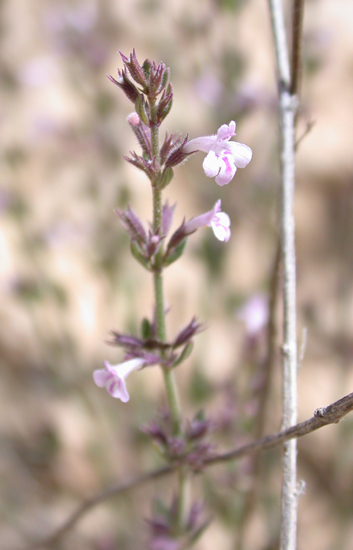
Micromeria sinaica (Néguev, Israël)

## Répartition
Le genre Micromeria est répandu dans les régions tempérées : Afrique, Canaries (15 espèces endémiques), Europe (21 espèces), Asie, Amérique du Nord et jusqu'aux Antilles.

## Utilisation humaine
- Certaines espèces sont utilisées comme plantes ornementales de rocailles.
- D'autres, (comme Micromeria chamissonis, aux feuilles odorantes, de l'ouest des États-Unis, synonymes Clinopodium douglasii, Satureja douglasii, Thymus douglasii), sont bues en infusion.